# Long Bredy
Long Bredy är en ort i civil parish Long Bredy and Kingston Russell, i grevskapet Dorset, i Storbritannien. Den ligger i kommunen Dorset och riksdelen England, i den södra delen av landet, 200 km sydväst om huvudstaden London. Long Bredy ligger 72 meter över havet. Long Bredy var en civil parish fram till 2024 när den blev en del av Long Bredy and Kingston Russell. Civil parish hade 191 invånare år 2021. Byn nämndes i Domedagsboken (Domesday Book) år 1086, och kallades då Langebride/Langebrida.
Terrängen runt Long Bredy är platt åt nordväst, men åt sydost är den kuperad. Runt Long Bredy är det ganska tätbefolkat, med 86 invånare per kvadratkilometer. Närmaste större samhälle är Weymouth, 14,9 km sydost om Long Bredy. Trakten runt Long Bredy består i huvudsak av gräsmarker.